# 火野レイ
火野 レイ（ひの レイ）は、メディアミックス作品『美少女戦士セーラームーン』の架空の人物。
原作・実写版では第3話、『Crystal』では第2話、初代テレビアニメでは第10話で初登場。DICエンターテイメントによる北米版の名前はRaye Hino（レイ・ヒノ）。

## 人物
セーラーマーズに変身する、火川神社の霊感少女。黒に近いストレートロングの紫色の髪の美少女で、高貴な顔立ちと紫色の目を持つ。初登場時はミッション系の名門校・私立T.A女学院の中等部2年生。火川神社の宮司の孫娘で、家の手伝いで巫女の仕事をしている。
性格はちょっぴりイジワルだが大人っぽく、責任感が強くて頭もいい。悪霊退散のお札を使う除霊が得意な霊能力者で、邪悪な妖気を感知したり、炎を用いた祈祷も行う。T.A女学院では学園の女王に祭り上げられるほど慕われる存在。
九字を切って護摩を焚く火川神社は神仏分離を免れた神社らしいが、近所の人々はレイの霊能力を不気味がって近寄らない。初登場時は神社近くの仙台坂上を通るバスが消える都市伝説「魔の6時のバス」の原因が自らの霊能力という噂を流されて調査に行き、ダーク・キングダム四天王のジェダイトによる行方不明事件に巻き込まれた。
祖父の火川宮司との二人暮らしで、神社の境内に居着いたカラスのフォボスとディモスの面倒を見ている。初代テレビアニメでは神職見習いの熊田雄一郎を加えた三人暮らし。幼い頃に母親を病気で亡くし、その見舞いにも来なかった大物政治家の父親と仲が悪く、祖父が住む火川神社に身を寄せている。将来は祖父の跡を継ぎたいと思っているが、初代テレビアニメでは家庭環境は語られずに将来の夢もたくさんある。T.A女学院の制服はブレザーに似たミニスカートの灰色セーラー。
初期設定では「夜の神ニュクス」に変身する「夜野みやび」という名前だった。原作者の武内直子によるとモデルは観月ありさ。巫女という設定になったのは、武内が大学時代に芝大神宮で巫女のアルバイトを経験したため。なお、『新世紀エヴァンゲリオン』に登場する綾波レイの名前は、彼女の名前に由来している。
原作者・武内直子はお気に入りのキャラクターの一人に挙げており、レイの性格の改変を初代テレビアニメ版に対する不満点のひとつにしている。初代テレビアニメ版で声優を担当した富沢美智恵も「初登場時はかっこよかったのに、だんだん愉快な描写が増えてきた」と苦言を呈している。
『月刊アニメージュ』の「レイちゃん人気倍増計画」のコーナーでは、富沢が「ギャグキャラになって残念」と述べ、レイがギャグキャラ化した糸を引いているのは幾原邦彦と指摘。対して幾原は「レイちゃんは通好みのキャラだから」と説得し、「ギャグキャラとしていく所まで行かせる」と宣言した。対して富沢は「もう、いいわ。読者の皆さん、レイちゃんにラブレターを送ってください。わたしがお返事を書きます」と宣言。「★上のような事情で、レイちゃんへのラブレターを募集します(女の子が応募してもいいぞ)」と締めくくった。
実写ドラマと『Crystal』では原作設定をベースとしているが若干の相違もある。原作と『Crystal』では最初はうさぎを「うさぎちゃん」と呼んでいたが、途中から呼び捨てに変わった（初代テレビアニメと実写では最初から呼び捨て）。

### プロフィール
プロフィールは殆ど原作のもの。
- 年齢：14〜16歳、ラスト21歳（原作）14〜16歳（初代テレビアニメ）14歳、ラスト18歳（実写）
- 誕生日：4月17日
- 誕生石：ダイヤモンド
- 星座：牡羊座（牡羊座の守護星は火星）
- 血液型：AB型
- 好きな宝石：ルビー
- 好きな色：赤、黒
- 好きな食べ物：フグ
- 苦手な食べ物：缶詰のアスパラ
- 好きな教科：古文
- 苦手な教科：現代社会
- 趣味：占い、読書
- 特技：座禅
- 嫌いなもの：テレビ番組（原作。ドラマではカラオケ。#原作とアニメの相違を参照）
- 将来の夢：宮司（初代テレビアニメでは国際派キャリアウーマン、シンガーソングライター、声優、モデルなど）
- 経歴：T.A女学院中等部→T.A女学院高等部

### 原作漫画
一匹狼のおしとやかなクールビューティー。T.A女学園では「レイ様」と崇拝されて「学園の女王」の異名を持ち、外部の生徒に高嶺の花と噂される。未来を予言したり、近い未来の危機の予知夢を見る力を持つ。タロット占いも得意。好きな花はカサブランカ。
神秘的な雰囲気などで男女どちらからもモテる描写があり、愛野美奈子によると複数の男子校にレイのおっかけがいる噂もある。番外編『レイと美奈子の女子校バトル』では「男ってバカだと思ってるから」「（テレビは）うるさいしくだらないし」と断言したが、カルピスこども劇場とデビルマンは見ていたという。
仕事人間の政治家の父に幼少期から祖父の神社に預けられっぱなしで、誕生日にだけ会うが母の見舞いもしなかった父をよく思っていない。第1部では「わたくし」「〜ですわ」などのお嬢様口調で喋っていたが、第2部からは普通の少女らしい口調で喋るようになり、月野うさぎたちの影響で砕けてきていると感じる場面がある（お嬢様学校のT.A女学院では以前と同じ口調で話す）。
第1部では「魔の6時のバス」の真相を探ろうとしてダーク・キングダム四天王のジェダイトにさらわれ、ルナに貰った変身ペンでセーラーマーズに初めて変身した。番外編『カサブランカ・メモリー』によると、中学1年生の頃に兄のように慕っていた父の秘書・海堂と恋に落ちたが、政治家を目指す海堂が父の意思によって政略結婚して「もう恋はしない」と決めた。しかし、もしも本気で恋をしたらその人を狂わせてしまうほど束縛するだろうと感じている。ジェダイトと前世で恋仲だった構想があり、海堂にジェダイトの面影を重ねたり、敵として現れたジェダイトに気に入られている。
第2部では、レイに張り合うようにT.A女学園生徒の「黒月紅安」と名乗り潜入し、不吉な予言を繰り返すブラック・ムーン一族のコーアンの自然発火事件に巻き込まれた。
第3部では滝行中に無限学園生徒の聖体を奪うデス・バスターズのユージアルに遭遇。カオリナイトの呪術でユージアルが復活すると、心の奥に隠した一人でいたい気持ちを利用されて操られかけ、外部太陽系戦士の増援で事なきを得た。
第4部では仲間達が十番高校に進学するが、エスカレーター式のT.A女学院に通うレイだけはT.A女学院高等部に進学し、弓道部に所属した。月のタロットカードで不吉を予言する。デッド・ムーンサーカスのミラーハウスに出現した鏡の中の自分とタイガーズ・アイに幻惑され、退散札で一度は撃退したがタイガーズ・アイに喰らわれかける。人間態に変身したフォボス・ディモスにセーラークリスタルを授けられ、パラパラの魔術とタイガーズ・アイを撃破、海王みちるのアドバイスを思い出した。
第5部では、はるかやみちるも十番高校に入学したことなどで「あたしも十番高校に入ればよかったかな」と漏らしている。美奈子とスリーライツの夜天との対話を見守り、美奈子とともに「だからあたしたち 男なんてお呼びじゃないのよ 悪い？」と宣言する。セーラー戦士に変身したフォボスとディモスをシャドウ・ギャラクティカのセーラーアニマメイツに倒され、自身もセーラームーンの目の前でセーラークリスタルを抜かれて消滅。セーラーギャラクシアに操られた状態で復活し、セーラームーンに倒されてコルドロンの海に投げ込まれた。コルドロンに溶けたうさぎと再会し、数年後のうさぎと衛の結婚式に出席する。
番外編『ぱられるせぇらぁむ～ん』では、婿養子で教師の夫（気が弱いらしい）と結婚し、娘の火野れいを育てている。

### 初代テレビアニメ
しっかり者だが、原作とは逆にテレビや漫画が好きで恋愛にも積極的。男勝りで義理堅い性格で、やや短気で負けず嫌い。祖父や下級生の面倒を見ているせいか大人びているが、月野うさぎが絡むと子供っぽい言動を見せる。ボケも多いが基本的には常識人で、抜けた所があるセーラーチームの貴重なツッコミ役。火川神社の自分の部屋を勉強会と作戦会議に提供し、私物の漫画本はうさぎがよく読んでいる。
仕事中は巫女装束を着ているが、ガーリーからマニッシュまで何でも着こなす。仲間内で唯一うさぎを呼び捨てにする（他には「バカうさ」や「ドジうさぎ」なども）。泣き虫だがさっぱりした気性のうさぎとは喧嘩するほど仲がいいという関係で、張り合いながら世話を焼いている。うさぎとはカッコいい男性（特に衛）を巡るライバル同士でもあるが、最終的にはうさぎとの友情を選んだ。T.A女学院では「レイ様」と呼ばれてアイドル視されている。得意料理はレトルト食品のハイカレーで、CMのキャッチコピーを丸暗記している。
初登場回はお嬢様口調で高飛車な態度など比較的原作に近い面も見られたが、次の回からはうさぎ同レベルのミーハーで気が強い性格になった。一人称を「レイちゃん」にすることがあり、「レイちゃんって呼んでください」と自己紹介する場面がある。アニメスタジオを見学してアニメオタクの言動を表し、後に「保存用、観賞用、他人に見せびらかす用」というセリフを発している。レイ役の富沢がマイケル・ジャクソンの大ファンであることに起因する場面も存在する。
『無印』初登場時は火川神社の神職見習いになりすましたダーク・キングダム四天王のジェダイトを怪しみ、セーラーマーズに変身して追い払う。当初はセーラームーンの仕事を楽観視していたが、敵の攻撃からとっさにセーラームーンを庇ってもいる。敵の本拠地に一気に乗り込んで倒そうと考える向こう見ずさも見せた。妖魔七人衆に変化した火野宮司をセーラームーンとの連携で元に戻した。ムーンを仲間外れにしたと思わせて敵を油断させる作戦中に、ムーンにリーダーの証「ムーンスティック」を託される。敵の攻撃で窮地に陥ったムーンを助けたい気持ちをこらえるが、ジュピターに「本当にセーラームーンが嫌いなんじゃ」と疑われて「本当に嫌いだったら、こんな大切なもの預かる訳ないじゃない」と作戦中断して助けに向かった。
地場衛を気に入り、待ち伏せしてデートに誘ってからは複数回一緒に出かけている。タキシード仮面にも衛本人と知らずに憧れていたが、正体を明かしたタキシード仮面がムーンを庇って倒れた上に、前世のうさぎと衛が恋人同士だった事が明かされると、前世からの運命を受け入れられないうさぎに活を入れ、衛をすっぱり諦めてうさぎの恋を応援し始めた。以降はレイを気に入って神職見習いに来た熊田雄一郎の気持ちを受け入れ始め、「あたしの雄一郎」と呼んだり、照れたり頬にキスする場面もある。第38話でもマーズの姿で雄一郎にキスしているが（当然雄一郎はマーズの正体がレイだと知らない）、相思相愛にまでは達しておらず、その後も彼氏を欲しがるエピソードがある。
無印第45話ではうさぎに雄一郎とのキスを勧められるが、仲間達が戦死する中で最後までセーラームーンを守って戦い、DDガールズの最後の二人を倒して「やっぱりうさぎの言う通り、雄一郎にキスしとけばよかったね」と言い残す。スーパー・ベリルとの決戦では幻の姿でうさぎに力を貸し、記憶を消されて再転生した。
『R』魔界樹編では第47話時点でうさぎたちに出会い、第51話でルナに記憶を返された。魔界樹編の直前を描いた『アニメイトカセットコレクション3』では衛の顔見知りとして登場し、衛がうさぎに惚れていると見抜いている。ブラック・ムーン編ではあやかしの四姉妹のコーアンに雄一郎を「弱い男」となじられるが、コーアンの攻撃から自分を庇って倒れた雄一郎を「あたしは雄一郎の誠意に応えたいだけよ」と言って守り、ルベウスに見捨てられたコーアンを説得して改心させる。第52話では文化祭の実行委員長に選ばれてリサイタル用の歌を作り、努力を人に見せない意外な一面を見せた。終盤ではちびうさが未来のうさぎと衛の娘と知ってショックを受けている。
『R』以降はうさぎがピンチになると最初に駆けつけ、『S』『スターズ』のクライマックスでもセーラー戦士の一番手として登場する。その純粋さゆえか、「ピュアな心」や「夢の鏡」をセーラー戦士で最初に狙われた。その後もうさぎと衛の橋渡しをし、『アニメイトカセットコレクション3』ではエンディミオンを元の時代に帰すことを躊躇ううさぎの肩を持ち、『S』でうさぎの誕生日を知らなかった衛の相談を受けた。
『S』では世界が崩壊する不吉な夢を見ているが、長い間誰にも言えなかった。第99話では毎晩徹夜で炎占いを続けて心配した雄一郎に「髪を燃やさないように」と水色のたすきをもらい、その後のエピソードでも身に着けている。終盤でセーラープルートの指摘を受けて仲間に打ち明け、最終決戦では仲間と協力して無限学園周辺に敵の力を抑える結界を張る。『SuperS』ではレポートの期限が迫った衛を一晩泊めてうさぎと雄一郎に警戒されるが、本人は特に何も思っていなかった。
『S』から『SuperS』までの間を描いたSFCゲーム『Another Story』では、敵の罠で衛への未練を仄めかしたり（ただしアニメ本編とは矛盾がある）、ジェダイトに似た少年に出会う。
『スターズ』では衛と連絡が取れないまま星野光に求愛されて苦悩するうさぎを心配し、しょっちゅう十番高校に顔を出している。文化祭では占い師に変装してうさぎの本音を聞き出そうとした。第196話ではスターライツとうさぎを庇ってスターシードを抜かれ、うさぎの腕の中で消えてしまうが、心を取り戻したギャラクシアにスターシードを返されて復活する。その後、火球王妃と地球を発つスターライツを見送る。

### 実写ドラマ
原作同様、孤独でクールビューティーな美少女だがお嬢様口調ではなく、うさぎに文句を言いながら世話を焼くお姉さん的存在で、負けず嫌いな初代テレビアニメの要素も混ざっている。愛野美奈子にからかわれ、嫌いなカラオケをアイドル「マーズ・れい子」として歌わされたりと周囲に振り回される一面もある。
信条的に前世を否定しているため、前世の使命に忠実で単独行動を取る美奈子と対立する。実際には病魔に蝕まれていた美奈子はもうプリンセスを守れる余力がないと自覚していたため、自分が死んだ後のセーラー戦士のリーダーをレイに託すべく厳しく接していた。その気持ちに気づいた後はセーラー戦士の立場を超えた友情が芽生え、後に美奈子の病死を知った時には誰よりも号泣している。原作より父親との対立が更に掘り下げられ、オリジナルの設定も多数存在する。物語序盤はやや高慢な部分があり、うさぎたちとも心を開いていなかったが、その後は誰よりも熱い一面を見せるなど、物語を通して最も成長したセーラー戦士のメンバーである。
原作と同じく男嫌いを自称しているものの、神社に来た理由や男嫌いの原因が異なり、実写では母親が亡くなった後神社へ預けられた上、母の死に目に会わなかった父親への反抗心が男嫌いの主な原因となっている。そのため、父親とある程度和解した後は、うさぎと衛の結婚式で花嫁のブーケトスに向かいたそうにしている。「special act」では将来宮司となったが、最後の戦いでは怪我で参戦出来なかった。

### ミュージカル版
バンダイ版では初代テレビアニメ、ネルケ版では原作を主にベースにしている。ただし、キャストによって設定が変わることもあり、場合によっては初代テレビアニメ以上にいじっぱりで負けず嫌いな性格として描かれていることが多い。

### 『Crystal』
原作のように常に落ち着いているものの、第3期までは強気で意地悪な面はあまり見られず、うさぎたちには初登場時のみお嬢様口調を織り交ぜていた。
基本的に原作と同一であるが、男嫌いになった経緯や美奈子との関係、サブリーダーの設定などは描かれていない。
前世でジェダイトと恋仲だったことが明確にされており、四天王との決戦の際ヴィーナスにそれを知らされている。

## セーラーマーズ
火星を守護星に持つ炎と戦いの戦士。初代テレビアニメとバンダイミュージカルでは「愛と情熱の戦士」、実写版では「炎と情熱の戦士」を自称。炎の力を操り、変身前と同じく魔除けのお札を使う。戦闘力の高いセーラーマーズは、セーラー戦士の中では戦闘隊長のような役割。鋭い霊感と炎の力を巧みに使い、セーラー戦士たちの軍神として恐れられている。
コスチュームの色は赤。リボンの色は胸が紫で腰が赤。赤い星のピアス、ハイヒールを着用。原作と実写版では腰に赤いブローチを装備。
原作、『Crystal』シリーズ
襟のラインは三本。原作の決め台詞は「ハイヒールでおしおきよ！」。原作第3部及び『Crystal』と劇場版『Eternal』の決め台詞は「火の星！火星を守護にもつ戦いの戦士！セーラーマーズ！」。『Crystal』及び『Eternal』の名乗りシーンの背景は火星とガーベラの花。
初代テレビアニメ
九字真言の力で炎を操る。襟のラインは一本。決め台詞は「火星に代わって折檻よ！」（『Crystal』『Eternal』、ミュージカルでも採用された。）「赤いハイヒールが炎となってお怒りよ！」「悪霊退散」「浄化の炎で祓いたまえ、清めたまえ！」などバリエーション多数。名乗りシーンの背景は色とりどりのレース模様。登場当初から戦闘要員として活躍、セーラージュピターと並んで高い攻撃力を強調するシーンが多い。第56話の歌舞伎風名乗りは「情熱の炎と臨・兵・闘・者！祈りの力で悪を討つ！赤いヒールのセーラーマーズ！」。
ミュージカル
バンダイミュージカルでの決め台詞は「愛と情熱の戦士、セーラーマーズ！」。
実写版
決め台詞は「炎と情熱の戦士、セーラーマーズ！火星にかわっておしおきよ！」。物語が進む内に確実に実力をつけ、強敵にも怯まない負けん気の強さと、臨機応変な冷静さを兼ね備えた最強格の戦士に成長する。炎系の技が強力だが格闘技にも優れる。
備考
性質は主に中国古来の五行思想の「火星」と「火」から着想されている。火星の英語名マーズは、ギリシャの軍神アレスと同一視されるローマの軍神マルスが語源で、マーズの高い攻撃力はここから取材されたと思われる。ペットのカラスフォボス・ディモスの名前は火星の衛星から取られた。
「バーニング・マンダラー」はレイの習合巫女の特質と曼荼羅に取材されている。火星のマークと弓矢を重ねた紋章は、盾と槍を組み合わせた火星の惑星記号に独自のアレンジを加えた創作である。
占星術上の火星は戦い、情熱と意志、攻撃性、男性性を司る星で、内に秘めた衝動や才能などを外に出して自己実現に導き、人生のために戦い続ける原動力をもたらすとされる。
レイの牡羊座は火星の支配星。レイの性格は占星術上の牡羊座AB型の特徴と合い、合理的で個人主義、火属性と赤い色などが共通する。

### パワーアップ形態
スーパーセーラーマーズ（原作第4部、初代テレビアニメ『SuperS』、『Eternal』）
原作ではスーパーセーラームーンの力で、初代テレビアニメではペガサスの力でパワーアップした姿。最強武器「マーズ・アロー」を獲得した。
腰のリボンが伸び、ハートのブローチと肩の透明なフリルを追加。初代テレビアニメではピアスが六角星に変わる。原作では襟のラインが3本から1本になるが、初代テレビアニメは1本のまま。
エターナルセーラーマーズ（原作第五部、『Eternal』）
原作での最終形態。エターナルセーラームーンと同時にパワーアップした。宝石類は星型に統一。肩の球体、腰の紐状のリボン、二重スカート、白いロングブーツなど、コスチュームはエターナルセーラームーンに類似している。
プリンセス・マーズ（原作第4部、『Eternal』）
新しい聖杯が誕生して変身した火星のプリンセスの姿。セーラープリンセスの城「フォボス・ディモス キャッスル」を火星に持っている。
ピンクのプリーツが中心を突き抜けた赤いマーメイドドレス、アンクルストラップのハイヒールを着用。ドレスの肩紐に赤い宝石入りの装飾を飾っている。

### アイテム

#### 変身アイテム
変身ペン（原作第1部、初代テレビアニメ無印、『Crystal』第1期）
ルナに渡された最初の変身アイテム。
初代テレビアニメではキャップに守護星マークが入っている。原作では守護星マークはなく、『Crystal』では時計回りに赤・橙・青・緑の印が入っている。
スターパワースティック（原作第2〜3部、初代テレビアニメ『R』中期〜『SuperS』初期、『Crystal』第2〜3期）
ルナに渡された二番目の変身アイテム。ネイルボトルをイメージした赤いステッキで、星型のキャップに守護星マーク入りの赤い石を飾っている。放送当時はネイルスティックとして玩具販売された。
マーズ・クリスタル（原作第4部、劇場版『Eternal』）
フォボスとディモスに授けられたセーラークリスタルで、赤いハートの宝石。スーパーセーラーマーズとエターナルセーラーマーズの変身アイテム。
クリスタルチェンジロッド（初代テレビアニメ『SuperS』中期以降）
ペガサスの力でスターパワースティックが変化した、スーパーセーラーマーズの変身アイテム。けん玉に似たピンクのステッキ。守護星マークと弓矢を浮かべた赤い水晶玉（クリスタルパワーオーブ）を乗せている。
ジュエリースターブレスレット（実写）
元々つけていたブレスレットが変化した変身アイテム。普段は銀のブレスレットで、ネオ・クイーン・セレニティの王冠に似た飾りがついている。セーラーマーズに変身するとピンクの帯型に変化し、力を使うと赤い宝石が光る。

#### 装備品
ペタンコお札
「悪霊退散」と書いた自作の魔除けのお札。相手の額に貼りつけて力を奪ったり邪気を祓う。カードのように投げたり、足止めに使うなど用途は多数。原作番外編ではヴィーナスが無断拝借して使った。実写版では文字の色が赤い。
赤いマニキュア
変身時につけるマニキュア。通常は手袋に隠れて見えない。原作の初期設定ではレーザービームを発射できた。
真っ赤な石のブローチ（原作、実写）
腰に飾った赤い宝石のブローチ。原作初期設定ではレイのペンダントが変化したアミュレットで、炎を出して敵を焼き殺すアイテムだった。
ハイヒール
原作では「ハイヒールでおしおきよ！」が決めゼリフ。初期案時代から着用し、レイのハイヒールは原作者のお気に入りの部分とのこと。
通信機（原作第2部以降、初代テレビアニメ『R』・『S』）
ルナに渡されたブレスレット型通信機。カラーは赤。見た目はうさぎのクリスタルスターのミニチュア版だが、幻の銀水晶の代わりに守護星マークがついている。「美少女戦士な通信機」の名前で玩具販売された。鏡部分の液晶画面でビデオ通話のように仲間と通信でき、反応があると守護星マークを光らせる。
変身携帯テレティアS（実写）
ルナに渡されたセーラー戦士専用のピンクの携帯電話。通信機兼変装アイテムで、撮影・登録した服装に着替えることもできる。

#### 武器
マーズ・アロー（原作漫画第4部、初代テレビアニメ『SuperS』中期以降、『Eternal』）
スーパーセーラーマーズの専用武器で、原作では破魔矢が炎をまとって変化したアイテム。『Eternal』では薄赤色に光り、矢羽は燃える火炎の形。
セーラースタータンバリン（実写）
先端の宝石は赤色。タンバリンを赤く光らせて鳴らし叩くと、星のエネルギーや赤い光の玉を連射できる。
マーズ・デッガース（実写）
セーラースタータンバリンが変化した二本組のダガーナイフ。最終決戦を前に死んだヴィーナスの力に自分の力を合わせて召喚し（ゆえに片方はヴィーナスのタンバリン）、金色に輝く炎をまとわせて作り出す。番外編ではレイが怪我をした時に美奈子が使用した。

### 変身呪文
マーズ・パワー！メイクアップ！（原作漫画第1部、初代テレビアニメ無印、実写、『Crystal』第1期）
セーラーマーズの最初の変身呪文。
原作
変身ペンを掲げて叫ぶと、光に包まれて変身する。
初代テレビアニメ
「マーズ・パワー！」と叫んで変身ペンのキャップを光らせ、「メイクアップ！」の声でキャップの守護星マークを回転させると、ペンから噴き出した炎の輪に包まれて祈祷の舞のように回る。炎の輪が弾けてコスチュームに変わり、ポーズを決めると烈火が背景に現れる。
『Crystal』
「マーズ・パワー！」の声で変身ペンを光らせて手放し、「メイクアップ！」と叫んで光のマニキュアをさし、火花を噴いたペンを掴み取る演出が追加された。基本動作は初代テレビアニメと同じだが、変身完了後は守護星マークを額に浮かべて光のティアラをつけ、ポーズを決めると隕石が漂う宇宙空間と火星の地表が背景に現れる。
実写版
親指と小指を立てたハンドサインを作り、両手を交差させ「マーズ・パワー！」と叫ぶ。ジュエリースターブレスレットを変形させてマニキュアを塗ると、ハンドサインを頭にかざして髪を伸ばし「メイクアップ！」と叫ぶ。ホロスコープの前で赤い薔薇の花びらに包まれて着替え、ハンドサインを額にかざしてティアラをつける。変身完了の決めポーズを取り、薔薇の花びらが散って炎と守護星マークが背景に浮かぶ。
マーズ・スターパワー！メイクアップ！（原作第2部、初代テレビアニメ『R』、『Crystal』第2期）
スターパワーで強化されたマーズの変身呪文。
初代テレビアニメ
「マーズ・スターパワー！」と叫んで光のマニキュアを塗り、「メイクアップ！」の声で手のひらに飛んできたスターパワースティックを掴み、キャップの守護星マークを回転させる。基本動作はマーズ・パワーと同じだが、変身完了時のレースのエフェクトが追加され、ポーズを決めると守護星マークと白い光が背景に浮き上がる。
『Crystal』
変身ペンをスターパワースティックに持ち替えた以外は、マーズ・パワーと同じ。
マーズ・プラネットパワー！メイクアップ！（原作第3部、『Crystal』第3期）
プラネットパワーで強化されたマーズの変身呪文。
原作
変身アイテムを使用せず、手を掲げて呪文を叫ぶ。
『Crystal』
スターパワースティックを使用するが、変身開始演出が初代テレビアニメと同じに変更された。それまでの基本動作に加えて、左手で印を結びながら右手のスティックで火の玉を打ち上げ、炎の渦が体を包んで輪に弾ける演出も追加された。
マーズ・クリスタルパワー！メイクアップ！（原作第4部、初代テレビアニメ『SuperS』、劇場版『Eternal』）
クリスタルパワーで強化されたマーズの変身呪文。
原作
スーパーセーラーマーズとエターナルセーラーマーズの変身呪文。手を掲げて叫び、胸の中のマーズ・クリスタルを光らせる。
初代テレビアニメ
スーパーセーラーマーズの変身呪文。マニキュアを塗った手でクリスタルチェンジロッドを握り、「マーズ・クリスタルパワー！」の声でクリスタルパワーオーブをロッドに飛ばし、「メイクアップ！」の声でオーブの紋章を回転させる。基本動作はスターパワーから引き継がれ、ポーズを決めると、背景に弓矢の紋章が浮き上がる。
『Eternal』
原作と同じ設定だが、守護星マークと弓矢を重ねた紋章に手を掲げ、「マーズ・クリスタルパワー！」の声で光のマニキュアをつけ、顔をアップにして「メイクアップ！」と叫ぶ。基本動作はプラネットパワーから引き継がれ、変身完了時には弓矢の紋章が浮かぶ。

### セーラーマーズの必殺技
悪霊退散（原作漫画、初代テレビアニメ、実写、『Crystal』全てに登場。第一部以降）
原作
両手から炎の塊を作って敵を焼き尽くす技。敵に退散札を投げたり、複数の退散札に炎を纏わせて攻撃するパターンも存在する。原作番外編では「フォボス・ディモス！一心万宝・六根清浄、炎よわが手に！」の掛け声で技を発動させている。
初代テレビアニメ
退散札に祈りを込め、九字の言葉入りの「臨・兵・闘・者・皆・陣・列・在・前！悪霊退散！」を唱え、敵に退散札を貼って動きを封じたり、幻を打ち破ったり、いろいろな効果を持っている。レイ自身の霊能力由来の技で、30話では変身前の姿で使用した。11話では妖魔に石化された自分の手に使った。17話では強化バージョンとして大量の退散札を使用するが、高い視力を持つ妖魔キャメランに撃ち落とされてしまう。
ゲーム
アーケードゲームでは新規アニメーションで登場、2枚の退散札をくわえて一回転した後、交差した両手に退散札を1枚ずつ持って「悪霊退散よ！」と唱えている。
実写
組み合わせた両掌から大量の退散札を一瞬で投げつけるが、テレビアニメと違って九字を唱えない。また、Act.8においてのみ原作と同じ、両手の間に発生させた火炎の塊を放つ攻撃。
『Crystal』
初登場時では、右手の指先に退散札を挟んで青い輪を描き、発生させた火炎を敵に投げつける。片手から火炎を発射する攻撃と両手から炎の塊を作る攻撃もある。赤い退散札を連射することもでき、テレビアニメでの悪霊退散とバーニング・マンダラーを合わせたような演出となっている。Season IIIではテレビアニメ版と同様の効果となっている。
ファイヤー・ソウル（初代テレビアニメ無印以降）
初代テレビアニメでのセーラーマーズを代表する必殺技。九字切りの「臨」の印を結んで祈りを込め、人差し指の先から1万度もの超高熱の火の玉を発射する。螺旋状に発射した火の玉は大きく渦巻いて敵を焼き尽くす。
初期のセーラーチームの要の攻撃技で仲間との合体技にも使われた。強敵にはかわされることもあり、第37話では妖魔シャコウカイの蝋で固まってしまった。
劇場版Rでは拳銃の抜き打ちのように右人差し指から炎を発射するカンダン・バージョンもあり、発射した炎を掴んで炎の舞を踊るように放り投げ、爆発させるダブル・バージョンを使用。
激辛ファイヤー・ソウル（初代テレビアニメ『R』第51話より）
うさぎのイタズラでからし入りの激辛サンドイッチを食べさせられ、口から炎を吹いた技（？）。厳密には必殺技ではない。
ファイヤー・ソウル・バード（初代テレビアニメ『R』前半）
ファイヤー・ソウルの強化技。祈りを込めた退散札をファイヤー・ソウルで燃やすと、退散札を突き破って生まれた火の鳥の式神が敵を貫く技。破壊力は元技と変わらないが、意思を持つように敵の攻撃を避けて飛ぶ。
ゲーム
スーパーファミコン版の対戦格闘ゲームでは人差し指を合わせて火の鳥を出し、相手を燃やしてダメージを与える。
バーニング・マンダラー（原作、初代テレビアニメ、実写、『Crystal』全てに登場。実写以外では第2部（『R』）より）
曼荼羅絵の背景をイメージした技。
原作
Act.15でのみ使用。ピースサインを頭にかざして、左手から曼荼羅絵の炎を発射する。
初代テレビアニメ
人差し指で円を描くように、梵字入りの8つの火の玉を作って周囲に浮かべる。両手に火の玉を吸収して炎の輪を連射し、カッターのように敵を切り刻む。
実写
8つの光の玉を浮かべて両手に吸収し炎に変え、しゃがみ込んで右手から炎のビームを発射する。
『Crystal』
左手で反時計回りに円を描き、8つの火の玉を浮かべて左手で押し出す。第3期では初代テレビアニメ版の演出が入り、火の玉に梵字が追加された。
蛇火炎（原作第3部、初代テレビアニメ『S』OP、『Crystal』）
原作
プラネット・パワーで獲得した技。両腕を交差させて炎の蛇を呼び出し、相手を絡めとって焼き焦がす。
初代テレビアニメ
『S』のOPにのみ登場し、本編未使用。しゃがみこんでから横向きに立ち、人差し指から鋭い牙を持つ大蛇型の炎を放つ。
ゲーム
スーパーファミコン版の対戦格闘ゲームと『ANOTHER STORY』では両腕をクロスさせ、地を這う蛇頭型の炎を出す。強化版「マーズ・スネイク・フレア」もある。3DO版の対戦格闘ゲームでは両腕をクロスさせ、炎の蛇型の赤いオーラを体から発して相手を燃やす。
『Crystal』
炎をつまみ、蛇の式神を自身に憑依させて一回転した後、右手から大蛇型の炎を発射して敵に食らいつかせる。
マーズ・フレイム・スナイパー（原作第4部、初代テレビアニメ『SuperS』、劇場版『Eternal』）
原作
破魔矢型アイテム「マーズ・アロー」で相手を射抜く攻撃。
初代テレビアニメ
右手のひらに浮かべたマーズの紋章から、揺れる炎を取り出して炎の弓と光の矢に変えると、灼熱の炎を込めて矢を射抜く。テレビアニメ152話・161話と対戦格闘ゲームなどでは炎の矢が命中すると相手を焼き尽くすが、矢なので風には逆らえず吹き返すと自分が黒こげになる。特にスーパーセーラーマーキュリーの必殺技「マーキュリー・アクア・ラプソディー」との合体技で頻繁に使われる。
『Eternal』
初代テレビアニメ版の演出と原作の設定が混ざり、炎を纏わせた矢を構えてからマーズ・アローで射抜く攻撃。炎の弓には弦が追加されている。
妖魔退散（実写）
原作の悪霊退散と同じ技。両手に生み出した灼熱の火の玉を妖魔に投げつける。戦士の力に目覚めると、火炎放射器のように大きな激しい炎を発射する。連射攻撃が可能。
お札ハリケーン（ゲームのみ）
右手で「悪霊退散」のお札を頭上に掲げて、幾つものお札を舞い上げ、接近する敵を吹き飛ばす。
ランニング・ファイヤー（アーケードゲームのみ）
アーケードゲームのオリジナル必殺技である。「激しい炎の星! 我が守護火星よ!」と祈りを込め、炎の柱を左腕から出して全速で疾走させる。
破邪炎舞脚（ゲームのみ）
片側回転しながら敵を蹴り飛ばす。
バーニング・ストーム（メガドライブ版ゲームのみ）
左手で「悪霊退散」のお札を頭上に掲げ、炎の竜巻を起こす技。
ファイヤー・ヒール・ドロップ（ゲームのみ）
前方に高速回転しながら踵を振り下ろす。強ボタンならハイヒールから火炎を出して相手を焼く。
マーズ・スネイク・フレア（ゲームのみ）
蛇火炎の強化版で、徐々に軌道が上昇する。
スピニング・レイブン（3DOゲームのみ）
逆立ちして飛び上がり、両足を開いた状態でスピンし、相手を蹴る対空技である。
フランケンシュタイナー（ゲームのみ）
掴み技のひとつ。横スクロールアクションでは相手を投げ、対戦格闘ゲームでは地面に叩き付ける。対戦格闘ゲームでは相手を空中で掴むことも可能。
百裂ビンタ（ゲームのみ）
掴み技のひとつ。掴んでいる間は脱出できない。

## キャスト
声優
- 富沢美智恵（初代テレビアニメ版）
- 佐藤利奈（Crystalシリーズ）

女優
- 北川景子（実写ドラマ版）
- 中山博子（バンダイミュージカル版・初代）
- 岩名美紗子（旧・小谷みさこ）（バンダイミュージカル版・2代目）
- 梅宮亜須加（バンダイミュージカル版・3代目）
- 坂井ひろみ（バンダイミュージカル版・4代目）
- 神田恵里（バンダイミュージカル版・5代目）
- 吉田恵（バンダイミュージカル版・6代目）
- かわさき愛子（バンダイミュージカル版・7代目）
- 本間理紗（バンダイミュージカル版・8代目）
- 七木奏音（ネルケミュージカル版・9代目）
- 小林かれん（ネルケミュージカル版・10代目）
- 高山一実（乃木坂46ミュージカル版・Team MOON）
- 寺田蘭世（乃木坂46ミュージカル版・Team STAR）※Team MOONとのダブルキャスト
- 平井琴望 / 二宮響子 / 長谷川唯（THE SUPER LIVE）※トリプルキャスト
- 早川聖来（乃木坂46ミュージカル2019版)
- 田口実加 / 二宮響子（ショーレストラン SHINING MOON TOKYO）※ダブルキャスト

- 小林れい（「美少女戦士セーラームーン」30周年記念 Musical Festival -Chronicle-版)